# アンオーソドックス・ジュークボックス
『アンオーソドックス・ジュークボックス』（Unorthodox Jukebox）は、2012年にリリースされたブルーノ・マーズの2枚目のスタジオ・アルバムである。

## 概要
第56回グラミー賞最優秀ポップ・ボーカル・アルバム賞を受賞。

## 収録曲
1. ヤング・ガールズ - Young Girls
2. ロックド・アウト・オブ・ヘヴン - Locked Out of Heaven
3. ゴリラ - Gorilla
4. トレジャー - Treasure
5. ムーンシャイン - Moonshine
6. 君がいたあの頃に - When I Was Your Man
7. ナタリー - Natalie
8. ショウ・ミー - Show Me
9. マネー・メイク・ハー・スマイル - Money Make Her Smile
10. もしもふたりの愛が - If I Knew